# Sipoo
Sipoo (finsk: Sipoo, svensk: Sibbo) er en kommune i Nyland, Finland. Kommunen har en befolkning på 22.186 og et areal på 339,63 km². Sipoo grænser til kommunerne Helsingfors i vest, Vanda, Kervo, Tusby, Träskända, Mäntsälä, Borgnäs og Borgå. En del af Östersundom i den vestlige del af Sippo blev den 1. januar 2009 en del af Helsingfors kommune.
Sipoo er en tosproglig kommune med finsk som majoritetssprog (58,5 %) og svensk som minoritetssprog (40 %).
Sipoo var tidligere et svensk-talende område. I dag er det en forstadskommune til Helsingfors, og siden 2003 er flertalssproget finsk.
60°22′37″N 25°15′43″Ø / 60.3769°N 25.2619°Ø